# 温岭市新河中学
温岭市新河中学创建于1937年，学校位于浙江省温岭市新河镇镇区内，有两个相邻的校区，是一所省一级重点高中。被人民日报称为乡村名校，校区内有明朝古城墙遗址和文笔塔。官方网站